# ماريا يوفانوفيتش
ماريا يوفانوفيتش مواليد 26 ديسمبر 1985 في بودغوريتسا، هي لاعبة كرة يد مونتينيغرية تلعب كظهير أيسر. شاركت في دورة الألعاب الأولمبية الصيفية سنة 2012. حققت المركز الأول في بطولة أوروبا لكرة اليد للسيدات 2012.

## سجل المنافسة
شاركت في البطولات التالية:
- الألعاب الأولمبية الصيفية 2012
- بطولة العالم لكرة اليد للسيدات 2013
- بطولة العالم لكرة اليد للسيدات 2015
- بطولة أوروبا لكرة اليد للسيدات 2012
- بطولة أوروبا لكرة اليد للسيدات 2014

## الميداليات
| الميدالية | المسابقة                            |
| --------- | ----------------------------------- |
| فضية      | الألعاب الأولمبية الصيفية 2012      |
| ذهبية     | بطولة أوروبا لكرة اليد للسيدات 2012 |

## روابط خارجية
- ماريا يوفانوفيتش على موقع الاتحاد الأوروبي لكرة اليد (الإنجليزية)
- ماريا يوفانوفيتش على موقع أوليمبيديا (الإنجليزية)